# Perthari
Perthari (ou Perctarith) est un roi lombard d'Italie au VIIe siècle qui règne à Milan associé à son frère Godepert de 661 à 662, puis rétabli seul de 671/672 jusqu'en 688 associé à son fils Cunipert en 680.

## Biographie
Perthari est le fils et successeur du roi Aripert (661); roi catholique, il siège à Pavie tandis que, chose curieuse, il partage le pouvoir avec son frère Godepert, co-roi arien siégeant à Milan, l'ancienne capitale des Lombards. Son frère assassiné peu après par une conjuration de palais dirigée par Grimoald, duc de Bénévent, il préfère fuir que de subir le même sort et trouve d'abord refuge chez le khagan des  Avars puis auprès des Francs. Cependant, sa femme Rodelinde ou Rosalinde et son fils aîné (?) Cunipert, sont capturés par Grimoald et envoyés en exil à Bénévent.
Perthari s'apprête pour sa sécurité à gagner l'Angleterre lorsque lui parvient la nouvelle de la mort de Grimoald. Il est rappelé en Italie et reçu avec enthousiasme par le parti catholique. Perthari dépossède le roi Garibald le fils et successeur de Grimoald, qui n'est qu'un enfant et le duc Romuald Ier de Bénévent, fils aîné de Grimoald, le reconnaît comme roi et lui renvoie son épouse et son fils.
Perthari fait du catholicisme la religion officielle du royaume mais ne reconnaît pas l'autorité papale. Le roi fait élever à Pavie un monastère en l'honneur de Sainte-Agathe, surnommé le « Couvent Neuf », pendant que son épouse ordonne la construction de « Sainte-Marie ad Perticas » dédié à la Mère de Dieu sur l'emplacement d'un site d'hommage aux morts païens, ce choix provoque la colère de ses sujets attachés à leurs traditions.
Perthari persécute également les juifs qui avaient été favorisés sous le règne précédent et signe la paix avec les Byzantins. À partir de 678, après avoir régné seul neuf ans, il associe son fils Cunipert au pouvoir. Il doit encore lutter contre le rebelle Alagis, duc de Trente et de Brescia qui s'oppose à la politique pro-romaine du roi et à l'abandon du schisme des Trois Chapitres, Perthari le soumet vers 680 et il meurt à Pavie en 688 et il est inhumé dans la Basilique du Saint-Sauveur.
Sa fille Wiglinda épouse Grimoald II de Bénévent fils aîné et successeur de Romuald.

## Postérité littéraire
L'histoire de Perthari a inspiré la tragédie Pertharite de Pierre Corneille, celle-ci a fourni à son tour la source du livret de l'opera seria Rodelinda de Georg Friedrich Haendel.

## Sources
- Gianluigi Barni, La conquête de l'Italie par les Lombards VIe siècle les événements, Paris, Éditions Albin Michel, coll. « Le Mémorial des Siècles », 1975 (ISBN 2226000712).
- Venance Grumel, Traité d'études byzantines, vol. I : La chronologie, Paris, Presses universitaires de France, 1958, 587 p. (lire en ligne).
- Paul Diacre.